# 얼스터 프라이
얼스터 프라이(영어: Ulster fry)는 북아일랜드식 아침 식사이다. 베이컨, 소시지, 달걀 프라이, 블랙 푸딩, 토마토, 팔 등으로 이루어져 있으며, 점심이나 저녁으로 먹기도 한다. 해장 음식이기도 하다. 북아일랜드의 국민 음식으로 여겨진다.

## 이름
영어 "얼스터(Ulster)"는 아일랜드섬의 북부 지역을 일컫는 말이다. 일부는 영국령 북아일랜드에, 일부는 아일랜드 공화국에 속한다. "프라이(fry)"는 지지거나 튀기는 등 음식을 기름에 조리하는 방식, 또는 그렇게 조리한 음식을 뜻한다.

## 만들기
크게 팔과 프라이업(fry-up)으로 나뉠 수 있다. 팔은 소다팔과 감자팔 두 가지가 사용된다. 소다팔은 밀가루, 소다, 주석영, 소금, 설탕, 버터밀크 등을 넣어 반죽해 오븐에 구워 내며, 감자팔은 으깬 감자, 버터, 밀가루, 소금을 넣어 반죽해 프라이팬에 지진다. 프라이업은 소시지, 베이컨, 블랙푸딩 등을 구운 것과 양송이를 볶은 것, 달걀 프라이로 이루어지며, 토마토를 함께 낸다. 소다팔은 반을 갈라 버터를 발라 먹는다.

## 같이 보기
- 스코티시 브렉퍼스트
- 아이리시 브렉퍼스트
- 웰시 브렉퍼스트
- 잉글리시 브렉퍼스트
- 코니시 브렉퍼스트